# 자오타오
자오타오(중국어: 赵涛, 병음: Zhào Tāo, 한자음: 조도, 1977년 1월 28일 ~ )는 중국의 배우이다. 《플랫폼》(2000)부터 《스틸 라이프》(2006), 《산하고인》(2015)에 이르기까지 대부분의 자장커 감독 영화에 출연하였다. 2012년 자장커 감독과 결혼했다. 2011년 영화 《리 앤드 더 포이트》로 다비드 디 도나텔로상 여우주연상을 받으면서, 다비드 디 도나텔로상을 받은 첫 번째 아시안 수상자가 되었다.

## 출연작 목록
| 연도 | 제목                     | 원제       | 배역       | 비고 |
| ---- | ------------------------ | ---------- | ---------- | ---- |
| 2000 | 플랫폼                   | 站台       | 인루이쥐안 |      |
| 2002 | 임쇼요                   | 任逍遥     | 차오차오   |      |
| 2004 | 세계                     | 世界       | 타오       |      |
| 2006 | 스틸 라이프              | 三峡好人   |            |      |
| 2014 | 24 시티                  | 二十四城记 | 쑤나       |      |
| 2008 | 다다의 춤                | 达达       |            |      |
| 2008 | 하상적애정: 물 위의 사랑 | 河上的愛情 | 저우치     |      |
| 2013 | 천주정                   | 天注定     | 샤오위     |      |
| 2015 | 산하고인                 | 山河故人   | 선타오     |      |
| 2018 | 애쉬                     | 江湖儿女   |            |      |